# Chuyến bay 214 của Asiana Airlines
Chuyến bay 214 của Asiana Airlines là chuyến bay chở khách liên Thái Bình Dương của hãng hàng không Asiana Airlines, khởi hành từ Sân bay quốc tế Incheon gần Seoul, Hàn Quốc, đến Sân bay quốc tế San Francisco gần thành phố San Francisco, tiểu bang California tại Hoa Kỳ. Vào ngày 6 tháng 7 năm 2013, Chiếc máy bay Boeing 777-200ER phục vụ chuyến bay đã rơi trong lúc đang hạ cánh xuống Sân bay quốc tế San Francisco. Trên máy bay có 291 hành khách và phi hành đoàn 16 người. Đây là vụ tai nạn chết người đầu tiên của loại máy bay Boeing 777.

## Tai nạn

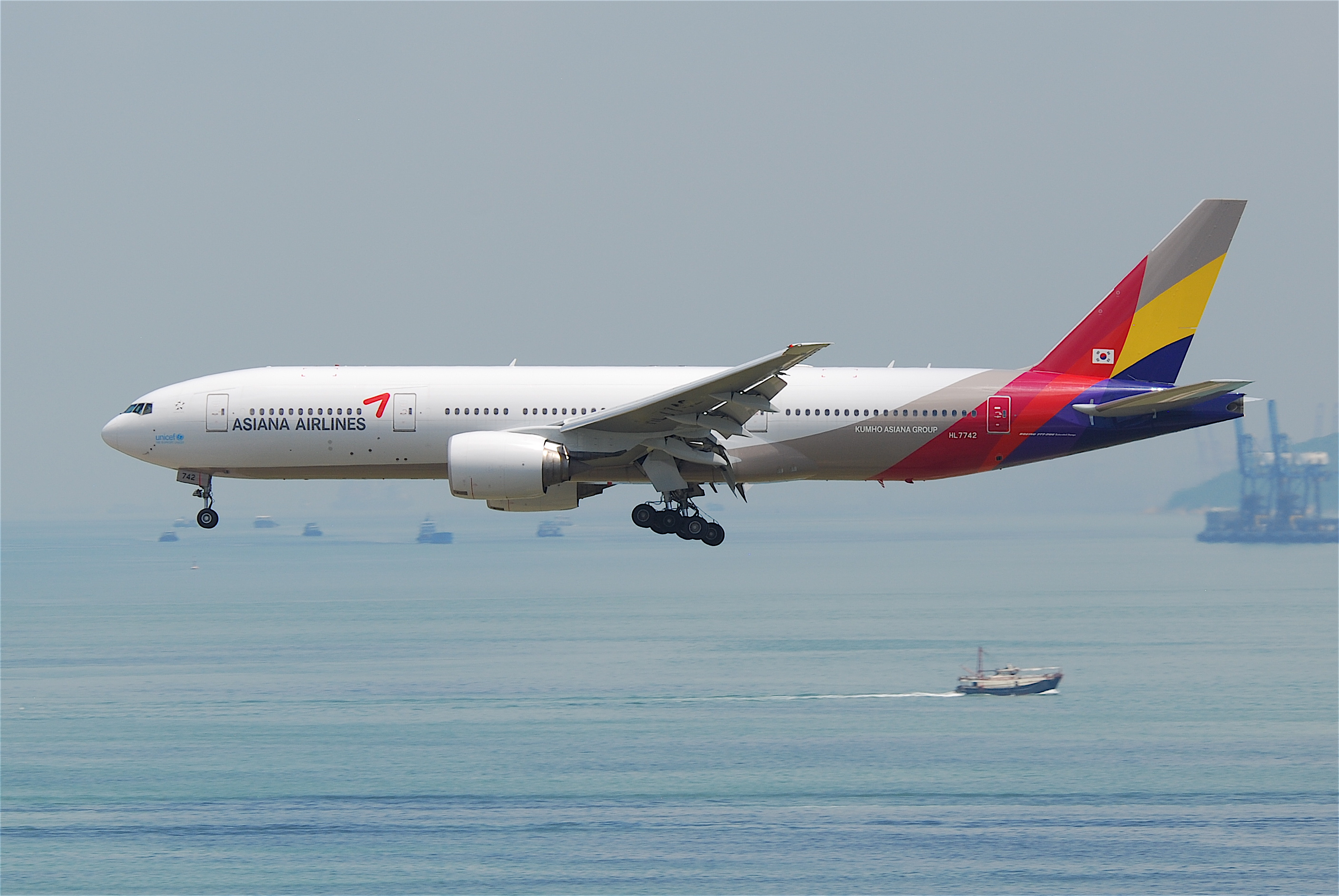
HL7742, chiếc Boeing 777-28EER của Asiana Airlines gặp nạn, khi đang hạ cánh xuống sân bay quốc tế Hồng Kông năm 2011

Ngày 6 tháng 7 năm 2013 lúc 11:26 a.m. giờ Thái Bình Dương (Hoa Kỳ) (18:26 UTC), một chiếc Boeing 777-200ER, số hiệu đăng ký HL7742, rơi tại Sân bay quốc tế San Francisco trong lúc hạ cánh ngoài ngưỡng cho phép hạ cánh của đường băng 28L và đụng phải bờ kè biển nằm dọc theo vịnh San Francisco. Một động cơ và phần đuôi bị tách rời khỏi máy bay. Phần đuôi đứng và cánh sau nằm lại trên đường băng phía trước ngưỡng hạ cánh trong khi đó phần còn lại của thân máy bay và cánh chính dừng lại phía bên trái của đường băng. Các nhân chứng mô tả một quả cầu lửa lớn bùng lên chớp nhoáng ngay khi máy bay hạ cánh và một tiếng nổ lớn thứ hai cách đó vài phút sau khi đụng đường băng với cột khói đen lớn bùng lên từ thân máy bay. Thang thoát hiểm được triển khai ở một bên của máy bay để di tản hành khách.

## Hành khách và phi hành đoàn
Chuyến bay khi đó có 16 người thuộc phi hành đoàn và 291 hành khách: 141 người Trung Quốc, 77 người Hàn Quốc, 61 người Mỹ, 3 người Ấn Độ, 3 người Canada, 1 người Việt Nam, 1 người Pháp, và 1 người Nhật..
Trên máy bay có 4 phi công, thay phiên theo cặp. Hai viên phi công vào thời điểm diễn ra tai nạn là Lee Jeong-min, đã có 12.387 giờ bay trong đó có 3.220 giờ bay với 777, và Lee Kang-kook, đã có 9.793 giờ bay và 43 giờ bay trên 777, theo số liệu của Bộ vận tải Hàn Quốc.
Trong một cuộc họp báo diễn ra tại sân bay, người đứng đầu lực lượng cứu hỏa San Francisco Joanne Hayes-White xác nhận đã có hai người chết; cả hai đều là nữ 16 tuổi mang hộ chiếu Trung Quốc và cả hai thi thể đều được tìm thấy ở bên ngoài máy bay. Theo một người phát ngôn của bệnh viện, 5 người đang trong tình trạng nguy kịch Chín bệnh viện trong khu vực đã tiếp nhận 182 người bị thương. Trong một cuộc họp báo ở sân bay diễn ra sau đó, người phát ngôn của sân bay Doug Yakel nói rằng chỉ có một người mất tích, ít hơn con số 60 được thông báo trước đó. Trong một cuộc họp báo bổ sung, Hayes-White tuyên bố rằng tất cả mọi người đã được kê khai sau khi đối chiếu hai địa điểm tiếp nhận ở sân bay.
Tân Hoa xã nói rằng trong số các hành khách Trung Quốc có 70 học sinh và giáo viên tới Hoa Kỳ để tham gia trại hè. Theo hãng tin Reuters, "chính quyền địa phương" tuyên bố rằng 30 trong số các học sinh và giáo viên đến từ Sơn Tây, số còn lại đến từ Triết Giang. Trong số các giáo viên và học sinh có 34 người là của trường trung học Giang Sơn tỉnh Triết Giang đi cùng nhau thành một nhóm. Nhóm này bao gồm 5 giáo viên và 29 học sinh Sở giáo dục tỉnh Sơn Tây (Trung Quốc) nói rằng một giáo viên bị thương nhẹ. Hai hành khách đã qua đời, hai nữ sinh 16 tuổi, là học sinh của trường trung học Giang Sơn. Các học sinh khác của trường Giang Sơn đã sống sót qua vụ tai nạn.

## Hậu quả
Nguyên nhân tai nạn đã được xác định: các phi công mắc 20 hoặc 30 lỗi trong hơn 22 km bay cuối, Reuters dẫn thông báo Ủy ban An toàn giao thông Quốc gia Mỹ (NTSB) cho hay. "Sự điều khiển yếu kém" của phi công dường như là nguyên nhân vụ tai nạn của chuyến bay số hiệu 214.
Ban An toàn Giao thông Quốc gia Hoa Kỳ đã phái một toán chuyên viên đến hiện trường điều tra vụ tại nạn. Sân bay đóng cửa nhiều giờ liền sau vụ tai nạn. Các chuyến bay đang đến Sân bay San Francisco được đổi hướng đến các sân bay chính khác tại vùng vịnh San Francisco hay đến Sacramento và Los Angeles. Các giới chức cho biết rằng yếu tố khủng bố bị loại trừ khỏi nguyên nhân gây ra tai nạn. Tại một cuộc họp báo được tổ chức tại San Francisco, trưởng cứu hỏa thành phố là Joanne Hayes-White xác nhận có hai người thiệt mạng và 10 người đang trong tình trạng nguy kịch.
Vụ tai nạn khiến 3 người thiệt mạng và 180 người bị thương. Hai thiếu niên Trung Quốc đã tử vong ngay sau tại nạn, và một em khác cùng quốc tịch tử vong vì bị thương nặng hôm 12/7.